# Eurokeitai
eurokeitaiは、フランス・パリに拠点を置く仮想移動体サービス事業者 (MVNO, Mobile Virtual Network Operator) である。2005年に仮想移動体サービス提供者 (MVNE, Mobile Virtual Network Enabler) である仏トランザテル社 (Transatel) により開発された。
フランスに居住する日本人の独特なニーズにこたえることを目的に設立されたということで、フランス携帯電話市場でも独自の存在となっている。